# Krzywa przejściowa

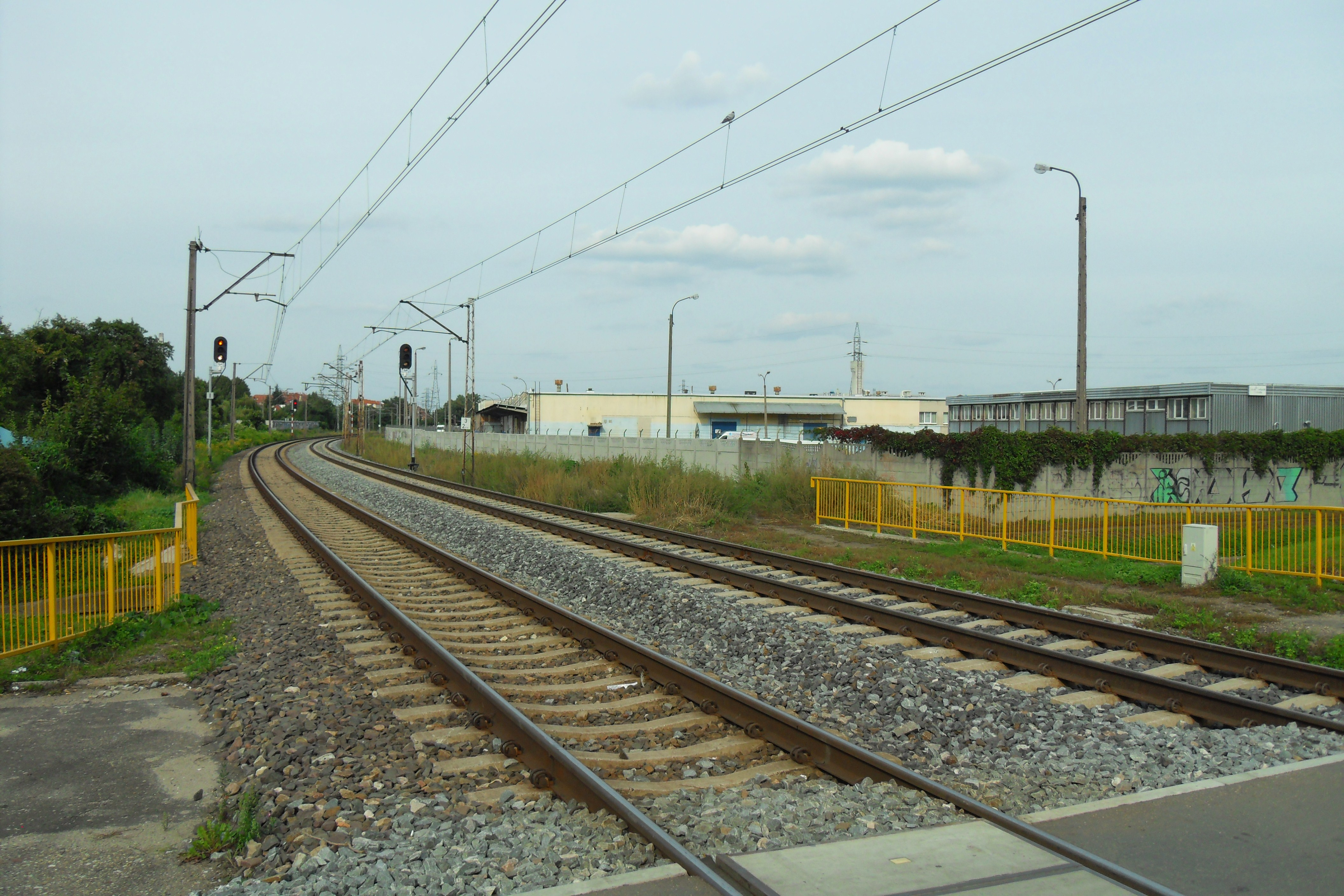
Krzywa przejściowa na przykładzie torowiska w Gdańsku

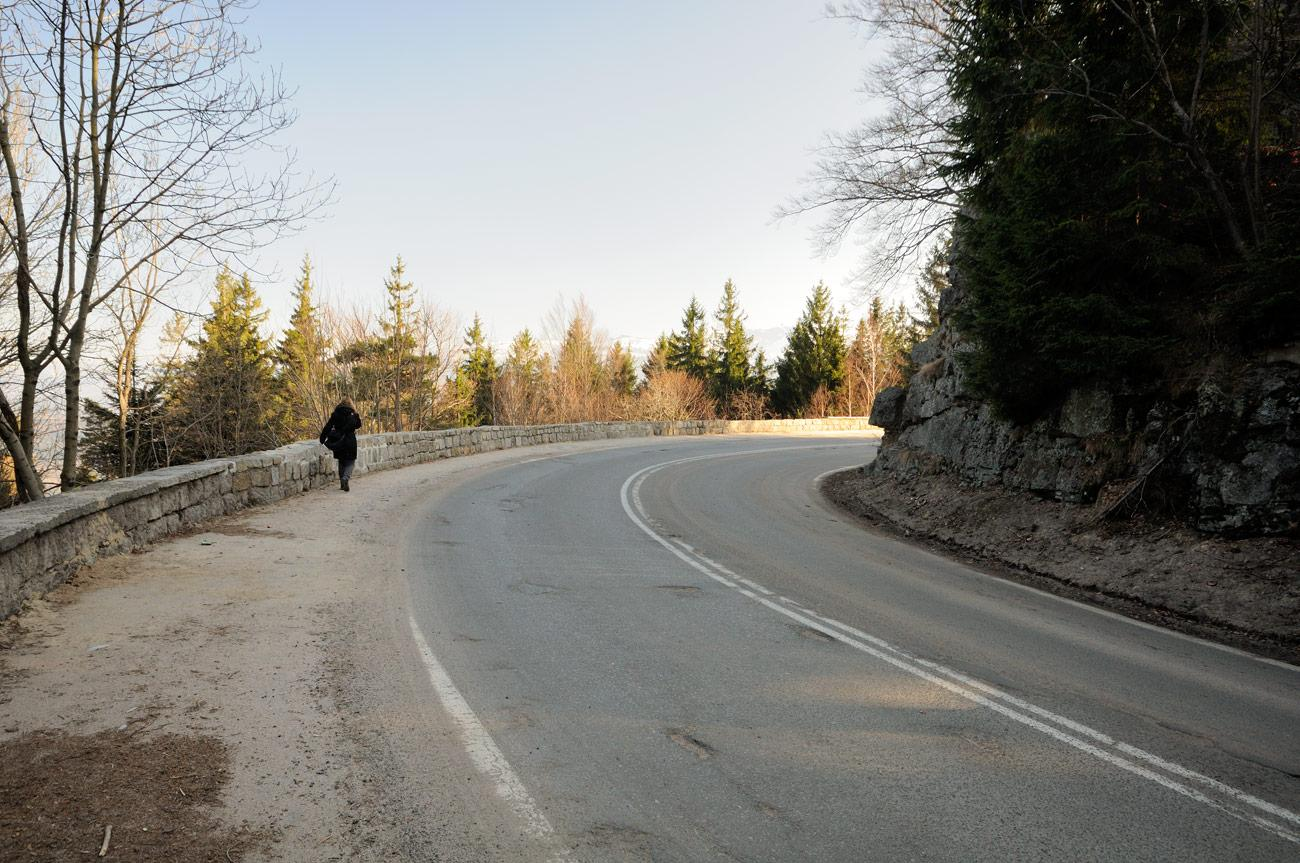
Krzywa przejściowa na przykładzie jezdni w Szklarskiej Porębie

Krzywa przejściowa – krzywa stosowana w projektowaniu dróg i linii kolejowych w celu uzyskania płynnego przejścia między odcinkiem prostym i łukiem. Przyspieszenie kątowe pojazdu poruszającego się po krzywej przejściowej ze stałą prędkością jest stałe, więc siła odśrodkowa rośnie liniowo z czasem.
Ściśle krzywa przejściowa powinna być klotoidą, jednak stosuje się przybliżenie za pomocą paraboli trzeciego stopnia (pierwszy wyraz rozwinięcia). Zastosowanie krzywej przejściowej wymaga odsunięcia łuku kołowego od odcinka prostego o pewien odstęp, zależny od promienia tegoż łuku.

## Równania
Krzywa przejściowa w postaci paraboli trzeciego stopnia ma postać:
{\displaystyle y={\frac {x^{3}}{6Rl}}.}
Przesunięcie łuku do środka toru jest równe:
{\displaystyle n={\frac {l^{2}}{24R}}.}
Minimalną długość krzywej przejściowej na danym łuku określa wzór:
{\displaystyle L_{min}=0{,}01\,v\,h,}
w którym:
{\displaystyle v} – projektowana prędkość na trasie,
{\displaystyle h} – przechyłka na łuku.
Jest to uproszczenie wzoru:
{\displaystyle L\geqslant {\frac {v\,h_{t}}{f_{dop}}},}
w którym
{\displaystyle f_{dop}} – prędkość wznoszenia się rampy przechyłkowej [mm/s],
{\displaystyle h_{t}} – przechyłka ekwiwalentna równa:
{\displaystyle h_{t}={\frac {s\,v^{2}}{gR}},}
gdzie:
{\displaystyle s} – rozstaw osiowy szyn,
{\displaystyle g} – przyspieszenie ziemskie,
{\displaystyle R} – promień projektowanego łuku.
Polskie przepisy normalizują wartość {\displaystyle f_{dop}} jako 35 mm/s, we Francji jest to 50 mm/s, zaś TSI określa 75 mm/s.